# AT-X
AT-X (アニメシアターX?, Anime Shiatā X, lett. "Teatro degli anime X") è un canale televisivo giapponese di proprietà della AT-X, Inc. (株式会社エー・ティー・エックス?, Kabushiki kaisha Ē-Tī-Ekkusu) dedicato alla trasmissione di anime. AT-X, Inc. è stato fondato il 26 giugno 2000 come filiale di TV Tokyo Medianet, che, a sua volta, è una filiale di TV Tokyo. Le sedi di AT-X si trovano a Minato, e le trasmissioni sono iniziate il 24 dicembre 1997.
Fra gli anime trasmessi in prima visione da AT-X si possono citare Ikkitousen, Amaenaideyo!! e Fight ippatsu! Jūden-chan!!, in seguito ritrasmessi da altre emittenti. AT-X è inoltre conosciuta per le trasmissioni di numerosi anime privi di censure, come Girls Bravo e Kiss×Sis, che erano stati censurati nelle loro prime trasmissioni su TV Tokyo per via delle numerose scene di nudo.

## Storia
- 24 dicembre 1997 - AT-X inizia le trasmissioni su DirecTV.
- 30 novembre 1998 - Bandai Chara Net TV (su cui andava in onda AT-X) chiuse a causa di SkyPort, il suo satellite provider, che a sua volta chiuse. AT-X si spostò sul satellite "SuperBird C".
- 1999 - Inizia la messa in onda di "DIAMOND TIME", il primo programma da loro prodotto.
- 26 giugno 2000 - AT-X Inc. viene fondata.
- 30 settembre 2000 - DirecTV cessa le sue operazioni giapponesi.
- 1º ottobre 2000 - AT-X viene raccolta da Sky! PerfecTV.
- Maggio 2001 - Figure 17, il primo anime finanziato da AT-X, inizia la sua messa in onda.
- 2002 - Sky! PerfecTV 2 inizia a trasmettere AT-X.
- 26 gennaio 2004 - Lancio del "AT-X SHOP", il loro negozio online.
- 12 luglio 2005 - Lancio della versione mobile del negozio.
- 1º aprile 2009 - Subscription price raises to 1890 yen. 24-hour broadcast schedule starts.
- Giugno 2009 - Keisuke Iwata di TV Tokyo è nominato presidente della società.
- 1º ottobre 2009 - SKY HD! inizia le trasmissioni di AT-X HD.
- 1º novembre 2009 - Hikari TV inizia a trasmettere AT-X HD.
- 27 gennaio 2010 - Sky! e2 passa dall'aspect ratio 4:3 al 16:9, conservando la definizione standard.
- 1º ottobre 2011 - J:COM inizia a trasmettere AT-X HD.
- 1º ottobre 2012 - La configurazione di trasmissione di AT-X viene riorganizzata notevolmente.
- Dicembre 2012 - AT-X segue il Association of Copyright for Computer Software (ACCS), in un tentativo per mantenere i loro video fuori da Internet.[1]
- 28 febbraio 2013 - Cessano tutte le trasmissioni in SD, in favore di una completa transizione alla trasmissione in HD.[2]

## Programmi
Questa lista è suscettibile di variazioni e potrebbe essere incompleta o non aggiornata.

| Anno di trasmissione | Titolo                                                            |
| -------------------- | ----------------------------------------------------------------- |
| 2009                 | 07-Ghost                                                          |
| 2009                 | 11eyes                                                            |
| 2011                 | 30-sai no Hoken Taiiku                                            |
| 2011                 | Abnormal Physiology Seminar                                       |
| 2012                 | Accel World                                                       |
| 2012                 | Aesthetica of a Rogue Hero                                        |
| 2005                 | Ah My Buddha                                                      |
| 2013                 | Ai Mai Mi                                                         |
| 2007                 | AIKa R-16: Virgin Mission                                         |
| 2009                 | AIKa ZERO                                                         |
| 2008                 | Akaneiro ni somaru saka                                           |
| 2001                 | Alien Nine                                                        |
| 2006                 | Amaenaideyo!! Katsu!!                                             |
| 2008                 | Amatsuki                                                          |
| 2013                 | Amnesia                                                           |
| 2017                 | Anime-Gataris                                                     |
| 2012                 | Aoi Sekai no Chūshin de                                           |
| 2010                 | Arakawa Under the Bridge                                          |
| 2010                 | Arakawa Under the Bridge x Bridge                                 |
| 2005                 | Aria the Animation                                                |
| 2006                 | Aria the Natural                                                  |
| 2007                 | Aria the OVA: Arietta                                             |
| 2008                 | Aria the Origination                                              |
| 2011                 | Astarotte no Omocha!                                              |
| 2009                 | Asura Cryin'                                                      |
| 2009                 | Asura Cryin' 2                                                    |
| 2007                 | Ayakashi (visual novel)                                           |
| 2002                 | Azumanga daiō                                                     |
| 2010                 | B gata H kei - Yamada's First Time                                |
| 2010                 | Baka and Test: Summon the Beasts                                  |
| 2011                 | Baka and Test: Summon the Beasts 2                                |
| 2006                 | Bakegyamon                                                        |
| 2009                 | Bakemonogatari                                                    |
| 2013                 | Bakumatsu Gijinden Roman                                          |
| 2007                 | Bamboo Blade                                                      |
| 2002                 | Barom One                                                         |
| 2011                 | Battle Girls: Time Paradox                                        |
| 2011                 | Ben-Tō                                                            |
| 2006                 | Binbō Shimai Monogatari                                           |
| 2008                 | Blade of the Immortal                                             |
| 2008                 | Blassreiter                                                       |
| 2010                 | Blessing of the Campanella                                        |
| 2006                 | Bludgeoning Angel Dokuro-Chan                                     |
| 2007                 | Bludgeoning Angel Dokuro-Chan 2                                   |
| 2007                 | Blue Drop                                                         |
| 2007                 | Bokurano                                                          |
| 2011                 | A Bridge to the Starry Skies                                      |
| 2012                 | Btooom!                                                           |
| 2004                 | Burn-Up Scramble                                                  |
| 2008                 | Bus Gamer                                                         |
| 2012                 | Campione!                                                         |
| 2009                 | CANAAN                                                            |
| 2005                 | Capeta                                                            |
| 2011                 | Cardfight!! Vanguard                                              |
| 2012                 | Cardfight!! Vanguard: Asia Circuit                                |
| 2013                 | Cardfight!! Vanguard: Link Joker                                  |
| 2011                 | Cat God                                                           |
| 2010                 | Cat Planet Cuties                                                 |
| 2012                 | Chitose Get You!!                                                 |
| 2010                 | Chū-Bra!!                                                         |
| 2003                 | Cinderella Boy                                                    |
| 2017                 | Clione no akari                                                   |
| 2007                 | Code-E                                                            |
| 2005                 | Comic Party Revolution                                            |
| 2008                 | Corpse Princess                                                   |
| 2009                 | Corpse Princess: Black                                            |
| 2011                 | Croisée in a Foreign Labyrinth                                    |
| 2011                 | Cross Fight B-Daman                                               |
| 2012                 | Cross Fight B-Daman eS                                            |
| 2009                 | Cross Game                                                        |
| 2013                 | Cuticle tantei Inaba                                              |
| 2011                 | C³                                                                |
| 2013                 | Da Capo III                                                       |
| 2012                 | Daily Lives of High School Boys                                   |
| 2011                 | Danball Senki                                                     |
| 2012                 | Danball Senki W                                                   |
| 2010                 | Dance in the Vampire Bund                                         |
| 2007                 | Dead Girls                                                        |
| 2010                 | Demon King Daimao                                                 |
| 2002                 | Demon Lord Dante                                                  |
| 2006                 | Demonbane                                                         |
| 2004                 | Diamond Daydreams                                                 |
| 2003                 | Divergence Eve                                                    |
| 2007                 | Dōjin Work                                                        |
| 2011                 | Dororon Enma-kun Meeramera                                        |
| 2007                 | Dragonaut: The Resonance                                          |
| 2007                 | Ef: A Tale of Memories                                            |
| 2008                 | Ef: A Tale of Melodies                                            |
| 1999                 | Ehrgeiz                                                           |
| 2007                 | El Cazador de la Bruja                                            |
| 2004                 | Elfen Lied                                                        |
| 2007                 | Engage Planet Kiss Dum                                            |
| 2012                 | The Familiar of Zero F                                            |
| 2009                 | Fight ippatsu! Jūden-chan!!                                       |
| 2001                 | Figure 17                                                         |
| 2002                 | Firestorm                                                         |
| 2006                 | Flag                                                              |
| 2010                 | Fortune Arterial: Akai Yakusoku                                   |
| 2011                 | Freezing                                                          |
| 2008                 | Ga-Rei: Zero                                                      |
| 2009                 | GA: Geijutsuka Art Design Class                                   |
| 2006                 | Gakuen Heaven                                                     |
| 2006                 | Galaxy Angel Rune                                                 |
| 2004                 | Gantz: Second Stage                                               |
| 2012                 | gdgd Fairies                                                      |
| 2013                 | gdgd Fairies 2                                                    |
| 2002                 | Genma Wars                                                        |
| 2006                 | Gift: Eternal Rainbow                                             |
| 2011                 | Gintama'                                                          |
| 2009                 | The Girl Who Leapt Through Space                                  |
| 2006                 | Girl's High                                                       |
| 2006                 | Glass Mask                                                        |
| 2003                 | Godannar                                                          |
| 2009                 | Gokujō!! Mecha Mote Iinchō                                        |
| 2011                 | Gosick                                                            |
| 2002                 | Gun Frontier                                                      |
| 2004                 | Gunbuster 2: Diebuster                                            |
| 2003                 | Gungrave                                                          |
| 2007                 | Gurren Lagann                                                     |
| 2006                 | .hack//Roots                                                      |
| 2010                 | Hakuōki                                                           |
| 2010                 | Hakuōki Hekketsuroku                                              |
| 2011                 | Hakuōki Sekkaroku                                                 |
| 2012                 | Hakuōki Reimeiroku                                                |
| 2008                 | Hakushaku to yōsei                                                |
| 2010                 | Hanamaru Kindergarten                                             |
| 2001                 | Hanaukyo Maid Team                                                |
| 2004                 | Hanaukyo Maid Team: La Verite                                     |
| 2010                 | Harukanaru toki no naka de 3: Owari Naki Unmei                    |
| 2008                 | Hatenkō Yūgi                                                      |
| 2007                 | Hayate the Combat Butler                                          |
| 2009                 | Hayate the Combat Butler!!                                        |
| 2011                 | Heaven's Memo Pad                                                 |
| 2007                 | Hero Tales                                                        |
| 2007                 | Heroic Age                                                        |
| 2012                 | High School DxD                                                   |
| 2010                 | Highschool of the Dead                                            |
| 2011                 | Highschool of the Dead: Drifters of the Dead                      |
| 2006                 | Higurashi no Naku Koro ni                                         |
| 2007                 | Higurashi no Naku Koro ni Kai                                     |
| 2006                 | Himawari!                                                         |
| 2010                 | Hime Chen! Otogi Chikku Idol Lilpri                               |
| 2007                 | Hitohira                                                          |
| 2007                 | Ichigo Mashimaro OVA                                              |
| 2005                 | Idaten Jump                                                       |
| 2007                 | Idolmaster: Xenoglossia                                           |
| 2003                 | Ikki Tousen                                                       |
| 2007                 | Ikki Tousen: Dragon Destiny                                       |
| 2008                 | Ikki Tousen: Great Guardians                                      |
| 2010                 | Ikki Tousen: Xtreme Xecutor                                       |
| 2011                 | Inazuma Eleven GO                                                 |
| 2011                 | Is This a Zombie?                                                 |
| 2012                 | Is This a Zombie? of the Dead                                     |
| 2012                 | Jormungand                                                        |
| 2012                 | Jormungand: Perfect Order                                         |
| 2017                 | Just Because!                                                     |
| 2012                 | K                                                                 |
| 2009                 | Kaasan - Mom's Life                                               |
| 2003                 | Kaleido Star                                                      |
| 2005                 | Kaleido Star: Legend of Phoenix ~Layla Hamilton Story~            |
| 2008                 | Kamen no Maid Guy                                                 |
| 2007                 | Kamichama Karin                                                   |
| 2005                 | Kamichu!                                                          |
| 2011                 | Kamisama Dolls                                                    |
| 2009                 | Kanamemo                                                          |
| 2008                 | Kanokon: The Girl Who Cried Fox                                   |
| 2009                 | Kanokon: Manatsu no Daishanikusai                                 |
| 2006                 | Kashimashi: Girl Meets Girl                                       |
| 2006                 | Katekyō Hitman Reborn!                                            |
| 2008                 | Kemeko Deluxe!                                                    |
| 2010                 | Ketsu-Inu                                                         |
| 2006                 | Kiba (serie animata)                                              |
| 2008                 | Kiddy Grade                                                       |
| 2006                 | Kirarin Revolution                                                |
| 2007                 | Kishin Taisen Gigantic Formula                                    |
| 2010                 | Kissxsis                                                          |
| 2008                 | Koihime musō                                                      |
| 2009                 | Shin Koihime musō                                                 |
| 2010                 | Shin Koihime musō: Otome tairan                                   |
| 2007                 | Kono Aozora ni Yakusoku o - Yōkoso Tsugumi Ryōhe                  |
| 2013                 | Kotoura-san                                                       |
| 2007                 | Kōtetsu Sangokushi                                                |
| 2010                 | Ladies versus Butlers!                                            |
| 2011                 | Last Exile: Fam, the Silver Wing                                  |
| 1998                 | Legend of the Galactic Heroes Side Stories 2                      |
| 2010                 | The Legend of the Legendary Heroes                                |
| 2006                 | Lemon Angel Project                                               |
| 2011                 | Level E                                                           |
| 2012                 | Listen to Me, Girls. I Am Your Father!                            |
| 2008                 | Live-On: scegli la tua carta!                                     |
| 2012                 | Love, Elections & Chocolate                                       |
| 2006                 | Lovedol ~Lovely Idol~                                             |
| 2005                 | Mahō shōjo Lyrical Nanoha A's                                     |
| 2008                 | Magician's Academy                                                |
| 2006                 | Magikano                                                          |
| 2012                 | Maji de Otaku na English! Ribbon-chan: Eigo de Tatakau Mahō Shōjo |
| 2011                 | Maji de Watashi ni Koi Shinasai!                                  |
| 2011                 | Maken-Ki! Battling Venus                                          |
| 2013                 | Mangirl!                                                          |
| 2011                 | Manyū Hiken-chō                                                   |
| 2006                 | Marginal Prince                                                   |
| 2009                 | Maria†Holic                                                       |
| 2011                 | Maria†Holic: Alive                                                |
| 2011                 | Maria Watches Over Us: 4th Season                                 |
| 2011                 | Mashiroiro Symphony: The Color of Lovers                          |
| 2007                 | Minami-ke                                                         |
| 2008                 | Minami-ke: Okawari                                                |
| 2009                 | Minami-ke: Okaeri                                                 |
| 2013                 | Minami-ke: Tadaima                                                |
| 2009                 | Miracle Train - Ōedo-sen e Yōkoso                                 |
| 2004                 | Misaki Chronicles                                                 |
| 2008                 | Mission-E                                                         |
| 2010                 | Mitsudomoe                                                        |
| 2011                 | Mitsudomoe Zōryōchū!                                              |
| 2010                 | MM!                                                               |
| 2009                 | Modern Magic Made Simple                                          |
| 2007                 | Moetan                                                            |
| 2007                 | Mokke                                                             |
| 2008                 | Monochrome Factor                                                 |
| 2010                 | Motto To Love-Ru                                                  |
| 2012                 | Muv-Luv Alternative: Total Eclipse                                |
| 2007                 | My Bride is a Mermaid                                             |
| 2007                 | Myself ; Yourself                                                 |
| 2012                 | Mysterious Girlfriend X                                           |
| 2011                 | The Mystic Archives of Dantalian                                  |
| 2008                 | Nabari no Ou                                                      |
| 2007                 | Nagasarete Airantō                                                |
| 2009                 | Natsu no Arashi!                                                  |
| 2009                 | Natsu no Arashi! Akinai-chū                                       |
| 2009                 | Natsume Yūjin-chō                                                 |
| 2009                 | Zoku Natsume Yūjin-chō                                            |
| 2012                 | Natsume Yūjin-chō San                                             |
| 2012                 | Natsume Yūjin-chō Shi                                             |
| 2009                 | Needless                                                          |
| 2008                 | Neo Angelique Abyss                                               |
| 2009                 | Neo Angelique Abyss -Second Age-                                  |
| 2008                 | Net Ghost PiPoPa                                                  |
| 2010                 | Night Raid 1931                                                   |
| 2008                 | Nogizaka Haruka no himitsu                                        |
| 2009                 | Nogizaka Haruka no himitsu: Purezza                               |
| 2012                 | Nyarko-san: Another Crawling Chaos                                |
| 2010                 | Occult Academy                                                    |
| 2012                 | Oda Nobuna no Yabō                                                |
| 2010                 | Ōkami-san & Her Seven Companions                                  |
| 2012                 | Oniai                                                             |
| 2011                 | Oniichan no Koto Nanka Zenzen Suki Janain Dakara ne—!!            |
| 2013                 | Oreshura                                                          |
| 2007                 | Over Drive                                                        |
| 2010                 | Panty & Stocking with Garterbelt                                  |
| 2011                 | Penguindrum                                                       |
| 2009                 | Phantom ~Requiem for the Phantom~                                 |
| 2012                 | Polar Bear's Café                                                 |
| 2007                 | Polyphonica                                                       |
| 2009                 | Polyphonica Crimson S                                             |
| 2007                 | Potemayo                                                          |
| 2012                 | The Prince of Tennis II                                           |
| 2009                 | Princess Lover!                                                   |
| 2008                 | Prism Ark                                                         |
| 2013                 | Problem Children are Coming from Another World, Aren't They?      |
| 2006                 | Project Blue Earth SOS                                            |
| 2008                 | Psychic Squad                                                     |
| 2007                 | Pururun! Shizuku-chan Aha!                                        |
| 2009                 | Queen's Blade: The Exiled Virgin                                  |
| 2009                 | Queen's Blade 2: The Evil Eye                                     |
| 2011                 | Queen's Blade: Utsukushiki Tōshi-tachi OVA                        |
| 2012                 | Queen's Blade Rebellion                                           |
| 2011                 | R-15                                                              |
| 2004                 | Ragnarok the Animation                                            |
| 2006                 | Rakugo tennyo Oyui                                                |
| 2009                 | Rideback                                                          |
| 2008                 | RIN ~Daughters of Mnemosyne~                                      |
| 2011                 | Rio: Rainbow Gate!                                                |
| 2011                 | Ro-Kyu-Bu!                                                        |
| 2008                 | S · A: Special A                                                  |
| 2009                 | The Sacred Blacksmith                                             |
| 2007                 | Saint Beast: Kouin Jojishi Tenshi Tan                             |
| 2007                 | Saint October                                                     |
| 2009                 | Saki                                                              |
| 2012                 | Saki: Episode of Side A                                           |
| 2010                 | Samurai Girls                                                     |
| 2008                 | Sands of Destruction                                              |
| 2009                 | Sasameki Koto                                                     |
| 2007                 | School Days                                                       |
| 2006                 | School Rumble: 2nd Semester                                       |
| 2010                 | SD Gundam Sangokuden Brave Battle Warriors                        |
| 2010                 | Seikon no Qwaser                                                  |
| 2011                 | Seikon no Qwaser II                                               |
| 2010                 | Seitokai yakuindomo                                               |
| 2011                 | Sekai-ichi Hatsukoi                                               |
| 2011                 | Sekai-ichi Hatsukoi 2                                             |
| 2008                 | Sekirei                                                           |
| 2010                 | Sekirei ~Pure Engagement~                                         |
| 2013                 | Senran Kagura                                                     |
| 2013                 | Senyū.                                                            |
| 2002                 | Seven of Seven                                                    |
| 2011                 | Shakugan no Shana III (Final)                                     |
| 2007                 | Shattered Angels                                                  |
| 2008                 | Koihime musō                                                      |
| 2009                 | Shin Koihime musō                                                 |
| 2010                 | Shin Koihime musō: Otome tairan                                   |
| 2010                 | Sayonara, Zetsubou-Sensei                                         |
| 2009                 | Shin Mazinger Shougeki! Z Hen                                     |
| 2007                 | Shining Tears X Wind                                              |
| 2002                 | Shinseikiden Mars                                                 |
| 2002                 | Shrine of the Morning Mist                                        |
| 2007                 | Shugo Chara!                                                      |
| 2010                 | Shugo Chara!! Doki—                                               |
| 2010                 | Shugo Chara! Party!                                               |
| 2006                 | Simoun                                                            |
| 2007                 | Sisters of Wellber                                                |
| 2008                 | Sisters of Wellber Zwei                                           |
| 2011                 | Sket Dance                                                        |
| 2007                 | Sketchbook ~full color'S~                                         |
| 2008                 | Skip Beat!                                                        |
| 2017                 | Skirt no naka wa kedamono deshita.                                |
| 2007                 | Sky Girls                                                         |
| 2009                 | Slap-up Party: Arad Senki                                         |
| 2008                 | Slayers Revolution                                                |
| 2009                 | Slayers Evolution-R                                               |
| 2012                 | So, I Can't Play H?                                               |
| 2011                 | Softenni                                                          |
| 2007                 | Sola                                                              |
| 2009                 | Sora no Manimani                                                  |
| 2009                 | Sora o Miageru Shōjo no Hitomi ni Utsuru Sekai                    |
| 2017                 | Sōryo to majiwaru shikiyoku no yoru ni...                         |
| 2008                 | Soul Eater                                                        |
| 2006                 | Soul Link                                                         |
| 2010                 | Sound of the Sky                                                  |
| 2005                 | Speed Grapher                                                     |
| 2008                 | Spice and Wolf                                                    |
| 2009                 | Spice and Wolf II                                                 |
| 2011                 | Squid Girl Season 2                                               |
| 2011                 | Steins;Gate                                                       |
| 2006                 | Strain: Strategic Armored Infantry                                |
| 2007                 | Strait Jacket                                                     |
| 2003                 | Submarine Super 99                                                |
| 2006                 | Sumomomo Momomo - Chijō Saikyō no Yome                            |
| 2010                 | Super Robot Wars Original Generation: The Inspector               |
| 2007                 | Suteki Tantei Labyrinth                                           |
| 2012                 | Sword Art Online                                                  |
| 2011                 | Tamayura                                                          |
| 2012                 | Tamayura: Hitotose                                                |
| 2009                 | Tayutama: Kiss on my Deity                                        |
| 2008                 | A Certain Magical Index                                           |
| 2010                 | A Certain Magical Index II                                        |
| 2009                 | A Certain Scientific Railgun                                      |
| 2008                 | To Love-Ru                                                        |
| 2009                 | To Love-Ru OVA                                                    |
| 2012                 | To Love-Ru Darkness                                               |
| 2004                 | To Heart - Remember my Memories                                   |
| 2005                 | To Heart 2                                                        |
| 2006                 | Tokimeki Memorial ~Only Love~'                                    |
| 2008                 | Toradora!                                                         |
| 2007                 | Touka Gettan                                                      |
| 2008                 | The Tower of Druaga: The Aegis of Uruk                            |
| 2009                 | The Tower of Druaga: The Sword of Uruk                            |
| 2004                 | Tsuki wa Higashi ni Hi wa Nishi ni: Operation Sanctuary           |
| 2006                 | Tsuyokiss - Cool×Sweet                                            |
| 2009                 | Umi Monogatari: Anata ga Ite Kureta Koto                          |
| 2009                 | Umineko When They Cry                                             |
| 2011                 | Uta no Prince-sama - Maji Love 1000%                              |
| 2006                 | Utawarerumono                                                     |
| 2009                 | Vampire Knight                                                    |
| 2009                 | Vampire Knight Guilty                                             |
| 1997                 | Virus Buster Serge                                                |
| 2010                 | Wagnaria!!                                                        |
| 2011                 | Wagnaria!! Season 2                                               |
| 2012                 | Waiting in the Summer                                             |
| 2011                 | We, Without Wings                                                 |
| 2009                 | White Album                                                       |
| 2002                 | Wild 7 Another                                                    |
| 2004                 | Wind: A Breath of Heart                                           |
| 2012                 | Wooser's Hand-to-Mouth Life                                       |
| 2012                 | Yama no Susume                                                    |
| 2011                 | Yondemasuyo, Azazel-san                                           |
| 2010                 | Yosuga no sora                                                    |
| 2008                 | Yotsunoha                                                         |
| 2013                 | Yukikaze                                                          |
| 2011                 | YuruYuri                                                          |
| 2012                 | YuruYuri♪♪                                                        |
| 2010                 | Zakuro                                                            |
| 2010                 | Zoku: Sayonara, Zetsubou-Sensei                                   |
| 2010                 | Zan: Sayonara, Zetsubou-Sensei                                    |
| 2006                 | Zegapain                                                          |
| 2005                 | Zettai Seigi Love Pheromone                                       |
| 2007                 | Zombie-Loan                                                       |
| 2001                 | Zone of the Enders                                                |